# Alfabeto avéstico
La escritura avéstica (en persa medio: transliteración: dyn' dpywryh, transcripción: dēn dēbīrē, en persa: دین دبیره‎, romanizado: din dabire) es un sistema de escritura desarrollado durante la era sasánida de Irán (226–651 d. C.) para representar el idioma avéstico.
Como efecto secundario de su desarrollo, la escritura también se usó para Pazend, un método de escritura en persa medio que se usó principalmente para los comentarios Zend sobre los textos del Avesta. En los textos de la tradición zoroástrica, se hace referencia a la escritura como «la escritura de la religión» (dēn dibīrih en persa medio y din dabireh en persa nuevo).

## Historia

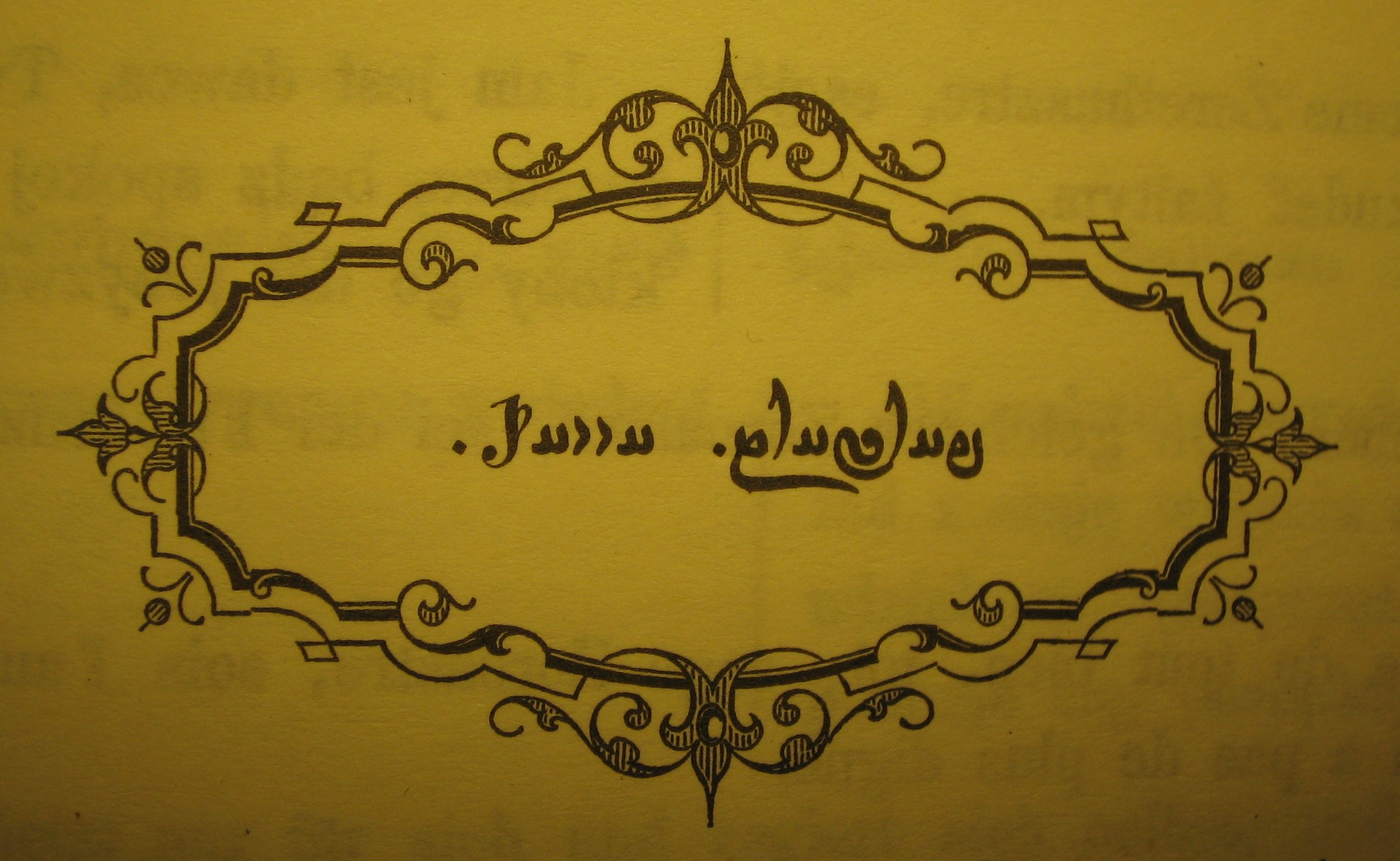
Encabezado en un zend. Se transcribe como pargat auual.

El desarrollo del alfabeto avéstico se inició por la necesidad de representar correctamente los textos en lengua avéstica recitados. Las diversas colecciones de texto que hoy constituyen el canon de las escrituras zoroástricas son el resultado de una intercalación que se produjo en el siglo cuarto, probablemente durante el reinado de Shapur II (309–379). Es probable que el alfabeto avéstico fuera una innovación ad hoc relacionada con esta colación del «arquetipo sasánida».
La empresa, «que es indicativa de un renacimiento mazdeísta y del establecimiento de una estricta ortodoxia estrechamente relacionada con el poder político, probablemente fue motivada por el deseo de competir más eficazmente con budistas, cristianos y maniqueos, cuya fe se basaba en un libro revelado». En contraste, el sacerdocio zoroástrico se había acostumbrado durante siglos a memorizar las escrituras, siguiendo de memoria las palabras de un maestro-sacerdote hasta que memorizaron las palabras, la cadencia, la inflexión y la entonación de las oraciones. Esto lo transmitieron a sus alumnos a su vez, preservando así durante muchas generaciones la forma correcta de recitar las Escrituras. Esto era necesario porque el sacerdocio consideraba (y sigue considerando) la enunciación y la cadencia precisas y correctas como un requisito previo para la oración eficaz. Además, la recitación de la liturgia estuvo (y está) acompañada de una actividad ritual que no deja espacio para atender a un texto escrito.
Sin embargo, la capacidad de traducir correctamente el avéstico tuvo un beneficio directo: en la era común, las palabras del idioma avéstico casi habían dejado de entenderse, lo que condujo a la preparación de los textos zend (del avéstico zainti, 'comprensión'), es decir comentarios y traducciones del canon. El desarrollo de la escritura avéstica permitió que estos comentarios intercalaran citas de las Escrituras con una explicación de las mismas. El efecto directo de estos textos fue una interpretación estandarizada de las Escrituras que sobrevive hasta nuestros días. Para la erudición, estos textos son enormemente interesantes ya que ocasionalmente conservan pasajes que de otro modo se habrían perdido.
Los textos del siglo IX al XII de la tradición zoroástrica sugieren que hubo una vez una colección mucho mayor de literatura zoroástrica escrita, pero estos textos –si es que alguna vez existieron– desde entonces se han perdido, y por lo tanto, no se sabe qué letra fue utilizada para hacerlos. La cuestión de la existencia de un «arquetipo arsácida» pre-sasánida ocupó estudiosos avésticos durante gran parte del siglo XIX, y, «cualquiera sea posible que la verdad sobre el Avesta arsácida, las pruebas lingüísticas muestran que incluso si existiera, no puede haber tenido ninguna influencia práctica, ya que ninguna forma lingüística en la Vulgata puede explicarse con certeza como resultado de una transcripción incorrecta y el número de casos dudosos es mínimo; de hecho, se está reduciendo constantemente. Aunque la existencia de un arquetipo arsácida no es imposible, se ha demostrado que no contribuye en nada a la filología avéstica».

## Genealogía y guion
La escritura pahlaví, derivada del alfabeto arameo, en la que se basa el alfabeto avéstico, era de uso común para representar varios idiomas iraníes medios, pero no era adecuada para representar un idioma religioso que exigía precisión, ya que el pahlavi era un abjad simplificado con un máximo de 22 símbolos, la mayoría de ellos que eran ambiguos (es decir, podían representar más de un sonido).
Por el contrario, el avéstico era un alfabeto completo, con caracteres explícitos para las vocales y permitía la desambiguación fonética de los alófonos. El alfabeto incluía muchos caracteres (a, i, k, t, p, b, m, n, r, s, z, š, xv) muy parecidos al Libro Pahlavi de la Persia islámica temprana, mientras que algunos (ā, γ) son caracteres que solo existen en las más antiguas escrituras pahlavi de los salterios (siglos VI-VII d. C.; en posterior cursiva Pahlavi γ y k tienen el mismo símbolo). Algunas de las vocales, como ə, parecen derivar de las cursivas griegas. La o es una forma especial del l pahlavi que existe solo en signos arameos. Algunas letras (p. ej. ŋ́, ṇ, ẏ, v), son inventos libres.
La escritura avéstica, al igual que la escritura pahlavi y la escritura aramea, se escribe de derecha a izquierda. En la escritura avéstica, las letras no están conectadas y las ligaduras son «raras y claramente de origen secundario».

## Letras

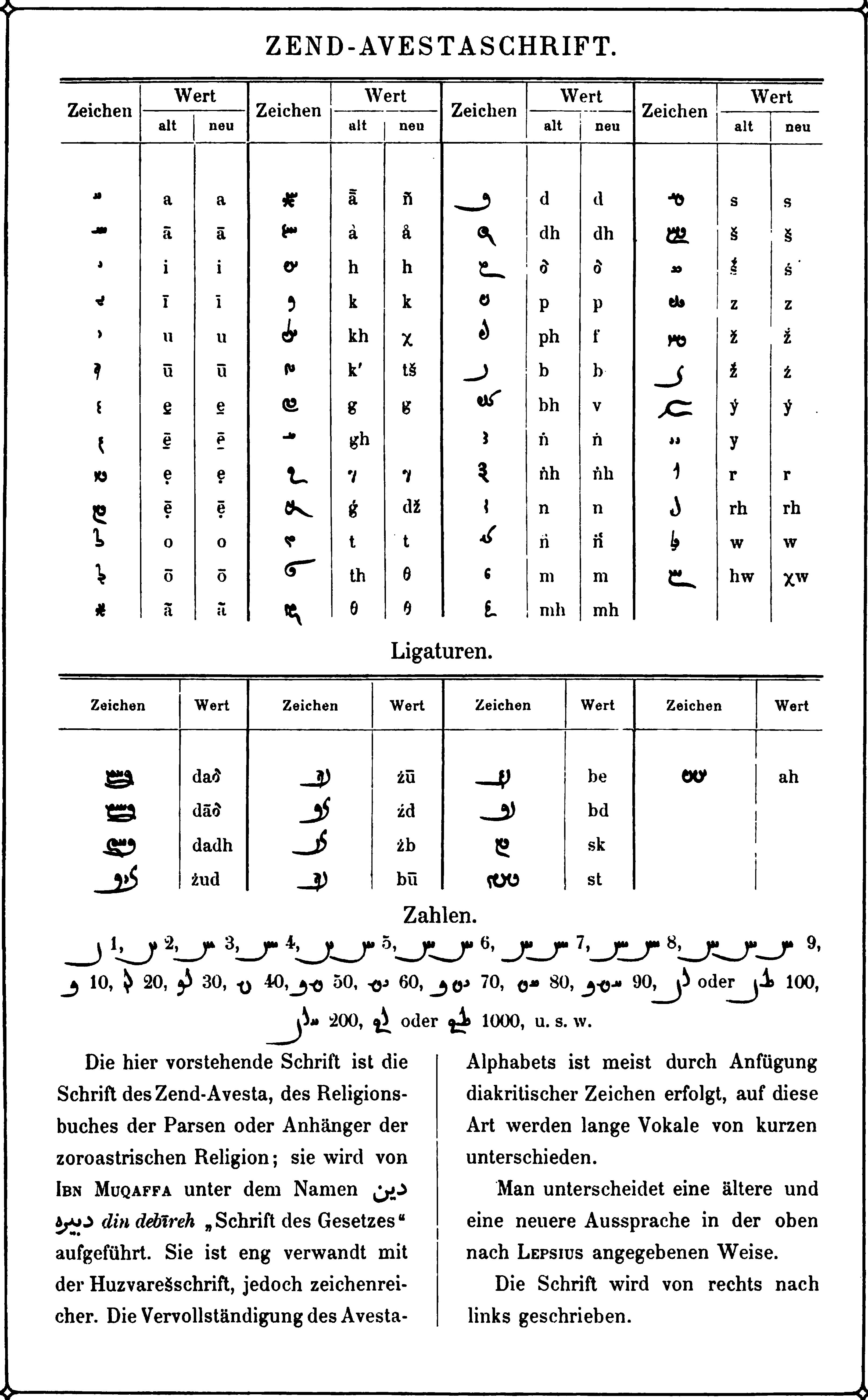
Gráfico avéstico de Carl Faulmann.

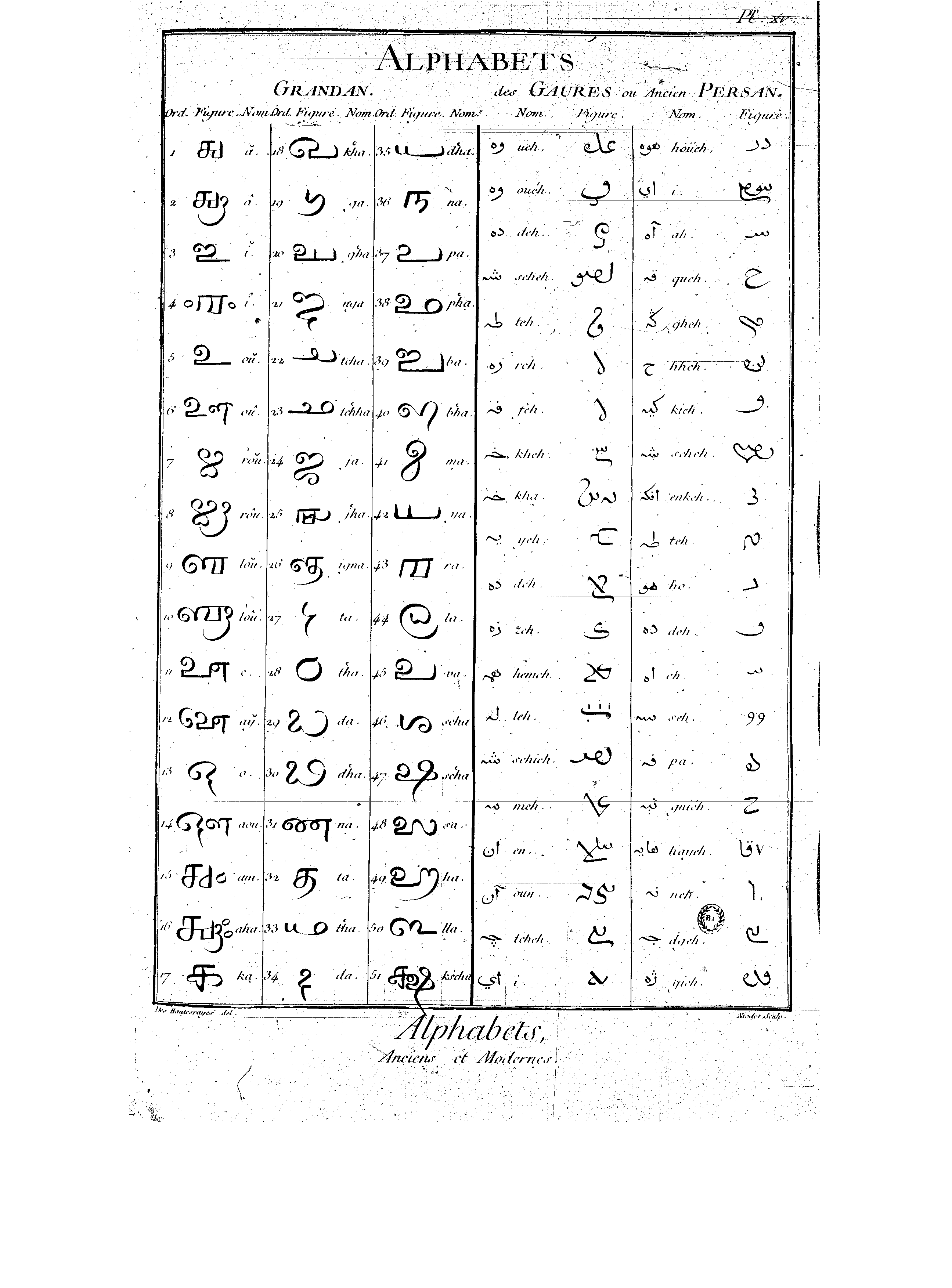
Gráfico avéstico en la pág. 183 del vol. 2 de la Enciclopedia de Diderot.

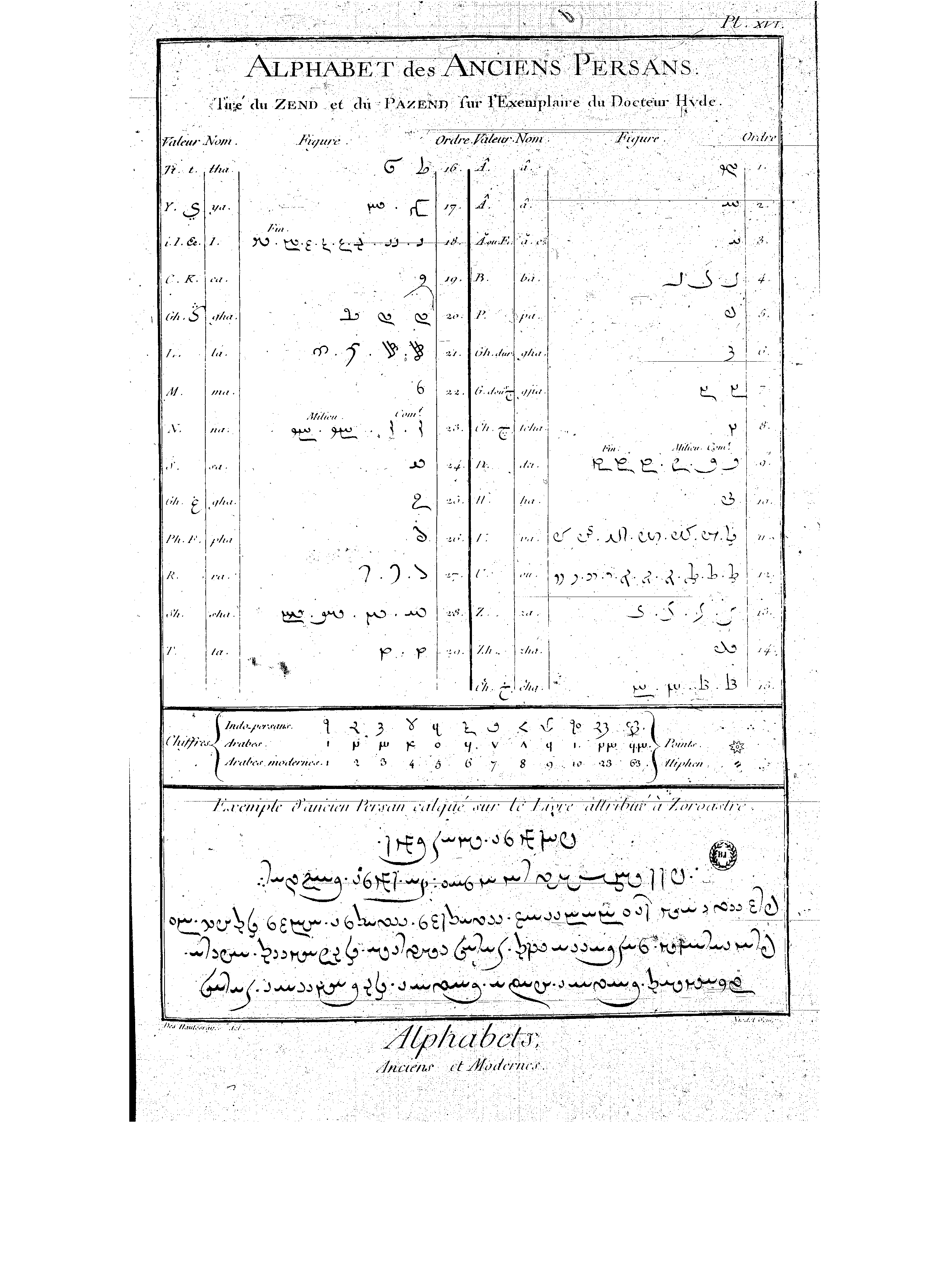
Gráfico avéstico en la pág. 184 de l'Encyclopédie.

En total, el alfabeto avéstico tiene 37 consonantes y 16 vocales. Hay dos esquemas de transcripción principales para el avéstico, la ortografía más nueva utilizada por Karl Hoffmann y la más antigua utilizada por Christian Bartholomae.
| Letra | Transcripción | Transcripción | AFI       | Unicode                             |
| Letra | Hoff.         | Bar.          | AFI       | Unicode                             |
| ----- | ------------- | ------------- | --------- | ----------------------------------- |
| 𐬀     | a             | a             | /a/       | U+10B00: AVESTAN LETTER A           |
| 𐬁     | ā             | ā             | /aː/      | U+10B01: AVESTAN LETTER AA          |
| 𐬂     | å             | —             | /ɒ/       | U+10B02: AVESTAN LETTER AO          |
| 𐬃     | ā̊             | å             | /ɒː/      | U+10B03: AVESTAN LETTER AAO         |
| 𐬄     | ą             | ą             | /ã/       | U+10B04: AVESTAN LETTER AN          |
| 𐬅     | ą̇             | —             | /ã/       | U+10B05: AVESTAN LETTER AAN         |
| 𐬆     | ə             | ə             | /ə/       | U+10B06: AVESTAN LETTER AE          |
| 𐬇     | ə̄             | ə̄             | /əː/      | U+10B07: AVESTAN LETTER AEE         |
| 𐬈     | e             | e             | /e/       | U+10B08: AVESTAN LETTER E           |
| 𐬉     | ē             | ē             | /eː/      | U+10B09: AVESTAN LETTER EE          |
| 𐬊     | o             | o             | /ɔ/       | U+10B0A: AVESTAN LETTER O           |
| 𐬋     | ō             | ō             | /oː/      | U+10B0B: AVESTAN LETTER OO          |
| 𐬌     | i             | i             | /ɪ/       | U+10B0C: AVESTAN LETTER I           |
| 𐬍     | ī             | ī             | /iː/      | U+10B0D: AVESTAN LETTER II          |
| 𐬎     | u             | u             | /ʊ/       | U+10B0E: AVESTAN LETTER U           |
| 𐬏     | ū             | ū             | /uː/      | U+10B0F: AVESTAN LETTER UU          |
| 𐬐     | k             | k             | /k/       | U+10B10: AVESTAN LETTER KE          |
| 𐬑     | x             | x             | /x/       | U+10B11: AVESTAN LETTER XE          |
| 𐬒     | x́             | ḣ             | /xʲ/, /ç/ | U+10B12: AVESTAN LETTER XYE         |
| 𐬓     | xᵛ            | xᵛ            | /xʷ/      | U+10B13: AVESTAN LETTER XVE         |
| 𐬔     | g             | g             | /ɡ/       | U+10B14: AVESTAN LETTER GE          |
| 𐬕     | ġ             | —             | /ɡʲ/, /ɟ/ | U+10B15: AVESTAN LETTER GGE         |
| 𐬖     | γ             | γ             | /j/       | U+10B16: AVESTAN LETTER GHE         |
| 𐬗     | c             | č             | /t͡ʃ/      | U+10B17: AVESTAN LETTER CE          |
| 𐬘     | j             | ǰ             | /d͡ʒ/      | U+10B18: AVESTAN LETTER JE          |
| 𐬙     | t             | t             | /t/       | U+10B19: AVESTAN LETTER TE          |
| 𐬚     | ϑ             | ϑ             | /θ/       | U+10B1A: AVESTAN LETTER THE         |
| 𐬛     | d             | d             | /d/       | U+10B1B: AVESTAN LETTER DE          |
| 𐬜     | δ             | δ             | /ð/       | U+10B1C: AVESTAN LETTER DHE         |
| 𐬝     | t̰             | t̰             | /t̚/       | U+10B1D: AVESTAN LETTER TTE         |
| 𐬞     | p             | p             | /p/       | U+10B1E: AVESTAN LETTER PE          |
| 𐬟     | f             | f             | /f/       | U+10B1F: AVESTAN LETTER FE          |
| 𐬠     | b             | b             | /b/       | U+10B20: AVESTAN LETTER BE          |
| 𐬡     | β             | w             | /β/       | U+10B21: AVESTAN LETTER BHE         |
| 𐬢     | ŋ             | ŋ             | /ŋ/       | U+10B22: AVESTAN LETTER NGE         |
| 𐬣     | ŋ́             | ŋ́             | /ŋʲ/      | U+10B23: AVESTAN LETTER NGYE        |
| 𐬤     | ŋᵛ            | —             | /ŋʷ/      | U+10B24: AVESTAN LETTER NGVE        |
| 𐬥     | n             | n             | /n/       | U+10B25: AVESTAN LETTER NE          |
| 𐬦     | ń             | —             | /ɲ/       | U+10B26: AVESTAN LETTER NYE         |
| 𐬧     | ṇ             | n, m          | /ŋ/       | U+10B27: AVESTAN LETTER NNE         |
| 𐬨     | m             | m             | /m/       | U+10B28: AVESTAN LETTER ME          |
| 𐬩     | m̨             | —             | /m̥/, /mʰ/ | U+10B29: AVESTAN LETTER HME         |
| 𐬪     | ẏ             | y             | /j/       | U+10B2A: AVESTAN LETTER YYE         |
| 𐬫     | y             | y             | /j/       | U+10B2B: AVESTAN LETTER YE          |
| 𐬌𐬌    | ii            | y             | /ii̯/      | U+10B0C: AVESTAN LETTER I (doubled) |
| 𐬬     | v             | v             | /v/       | U+10B2C: AVESTAN LETTER VE          |
| 𐬎𐬎    | uu            | v             | /uu̯/      | U+10B0E: AVESTAN LETTER U (doubled) |
| 𐬭     | r             | r             | /r/       | U+10B2D: AVESTAN LETTER RE          |
| 𐬯     | s             | s             | /s/       | U+10B2F: AVESTAN LETTER SE          |
| 𐬰     | z             | z             | /z/       | U+10B30: AVESTAN LETTER ZE          |
| 𐬱     | š             | š             | /ʃ/       | U+10B31: AVESTAN LETTER SHE         |
| 𐬲     | ž             | ž             | /ʒ/       | U+10B32: AVESTAN LETTER ZHE         |
| 𐬳     | š́             | š             | /ɕ/       | U+10B33: AVESTAN LETTER SHYE        |
| 𐬴     | ṣ̌             | š             | /ʂ/       | U+10B34: AVESTAN LETTER SSHE        |
| 𐬵     | h             | h             | /h/       | U+10B35: AVESTAN LETTER HE          |

Más tarde, al escribir el persa medio en esta escritura (es decir, Pazend), otra consonante, 𐬮, fue añadida para representar el fonema /l/ que no existía en el idioma avéstico.

## Ligaduras

Lista de ligaduras avésticas según Skjærvø (2003).

Cuatro ligaduras se usan comúnmente en los manuscritos avésticos:
- 𐬱 (š) + 𐬀 (a) = 𐬱𐬀 (ša)
- 𐬱 (š) + 𐬗 (c) = 𐬱𐬗 (šc)
- 𐬱 (š) + 𐬙 (t) = 𐬱𐬙 (št)
- 𐬀 (a) + 𐬵 (h) = 𐬀𐬵 (ah)

U+200C ZERO WIDTH NON-JOINER se puede utilizar para evitar ligaduras si se desea. Por ejemplo, compárese 𐬱𐬀 (U+10B31 10B00) con 𐬱‌𐬀 (U+10B31 200C 10B00).
Fossey enumera 16 ligaduras, pero la mayoría están formadas por la interacción de colas oscilantes.

## Puntuación
Las palabras y el final de la primera parte de un compuesto están separados por un punto (en una variedad de posiciones verticales). Más allá de eso, la puntuación es débil o inexistente en los manuscritos, y en la década de 1880 Karl Friedrich Geldner tuvo que idear uno para la transcripción estandarizada. En su sistema, que desarrolló en base a lo que pudo encontrar, un triángulo de tres puntos sirve como dos puntos, punto y coma, final de oración o final de sección; que está determinado por el tamaño de los puntos y si hay un punto arriba y dos abajo, o dos arriba y uno abajo. Dos arriba y uno abajo significan, en orden ascendente de tamaño de "punto", dos puntos, punto y coma, final de oración o final de sección.
| Marcos | Función | Unicode                                                    |
| ------ | --- | ---------------------------------------------------------- |
| ⸱      | separador de palabras                                                                                        | U+2E31: SEPARADOR DE PALABRAS PUNTO MEDIO                  |
| ·      | separador de palabras                                                                                        | U+00B7: PUNTO MEDIO                                        |
| .      | separador de palabras                                                                                        | U+002E: PUNTO COMPLETO                                     |
| 𐬹      | abreviatura o repetición                                                                                     | U + 10B39: MARCA DE ABREVIATURA AVESTAN                    |
| 𐬺      | colon | U+10B3A: DOS PUNTOS PEQUEÑOS SOBRE UN PUNTO DE PUNTUACIÓN  |
| 𐬻      | punto y coma                                                                                                 | U+10B3B: DOS PUNTOS PEQUEÑOS SOBRE UN PUNTO DE PUNTUACIÓN  |
| 𐬼      | final de oración                                                                                             | U+10B3C: DOS PUNTOS GRANDES SOBRE UN PUNTO DE PUNTUACIÓN   |
| 𐬽      | marca alternativa para el final de la oración (encontrado en textos avésticos pero no utilizado por Geldner) | U+10B3D: PUNTUACIÓN GRANDE DE UN PUNTO SOBRE DOS PUNTOS    |
| 𐬾      | final de sección (se puede duplicar para una finalidad adicional)                                            | U+10B3E: DOS ANILLOS GRANDES SOBRE UN ANILLO DE PUNTUACIÓN |
| 𐬿      | marca alternativa para el final de la sección (encontrado en textos avésticos pero no utilizado por Geldner) | U+10B3F: PUNTUACIÓN GRANDE DE UN ANILLO SOBRE DOS ANILLOS  |

## Unicode
El alfabeto avéstico se agregó al Unicode estándar en octubre de 2009 con el lanzamiento de la versión 5.2.
Los caracteres están codificados en U+10B00—10B35 para letras (ii y uu no se representan como caracteres únicos, sino como secuencias de caracteres) y U+10B38—10B3F para puntuación.